# برجوان
الأستاذ أبو الفتوح برجوان (توفي 390 هـ) كان من خدام الحاكم بأمر الله الفاطمي صاحب مصر ومدبري دولته. وكان نافذ الأمر مطاعا، نظر في أيام الحاكم في ديار مصر والحجاز والشام والمغرب وباقي أمور المملكة، وكان ذلك في سنة (387هـ).
تنسب إليه حارة برجوان بالقاهرة. قتل سنة (390هـ) في القصر بالقاهرة بأمر الحاكم. ولما قتل خلف من الملابس والفرش والآلات والكتب والطرائف ما لا يحصى لكثرته.